# Eogenes alcides
Eogenes alcides är en fjärilsart som beskrevs av Herrich-Schäffer 1854. Eogenes alcides ingår i släktet Eogenes och familjen tjockhuvuden. Inga underarter finns listade i Catalogue of Life.